# Populus rotundifolia
Populus rotundifolia is een boom die behoort tot de wilgenfamilie (Salicaceae). De soort wordt gerekend tot de subsectie van de tril- of ratelpopulieren (Trepidae). De boom komt voor in de Himalaya en omliggende gebieden. Het is hiermee een van de hoogst voorkomende populierensoorten.

## Beschrijving
P. rotundifolia is een loofboom die tot 20 m hoog kan worden. De schors is grijsachtig wit en glad van structuur. De knoppen zijn roodachtig bruin, eivormig of conisch. Het blad is wat eivormig van vorm met een ondiepe tot hartvormige basis en een spitse tot stompe top. De boom is tweehuizig, wat wil zeggen dat een boom mannelijke of vrouwelijke bloemen heeft. De vrouwelijke katjes zijn 4-7 cm lang en groeien uit tot circa 10 cm als de doosvruchten zijn gevormd.
De boom is nauw verwant aan de ratelpopulier (P. tremula). Sommige auteurs beschouwen derhalve P. rotundifolia als synoniem van P. tremula.. Anderen beschouwen het als endemische soort uit de Hymalaya-regio. De soort wordt aangetroffen op berghellingen op een hoogte van 2800 m in Bhutan en de Chinese provincies Gansu, Guizhou, Shaanxi, Sichuan, Xizang en Yunnan.
Er worden twee variëteiten van P. rotundifolia onderscheiden
- Populus rotundifolia var. bonatii (H. Léveillé) C. Wang & S. L. Tung
- Populus rotundifolia var. duclouxiana (Dode) Gombocz

... ·  
P. ×acuminata · 
P. adenopoda · 
P. afghanica · 
P. alba (Witte abeel) · 
P. angustifolia (Smalbladige populier) · 
P. balsamifera (Ontariopopulier) · 
P. ×berolinensis (Siberische balsempopulier) · 
P. ×canadensis (Canadapopulier) · 
P. candicans · 
P. ×canescens (Grauwe abeel) · 
P. cathayana · 
P. davidiana · 
P. deltoides (Amerikaanse populier) · 
P. euphratica · 
P. fremontii · 
P.  grandidentata (Grofgetande populier) · 
P. guzmanantlensis ·  
P. heterophylla (Hartbladige populier) · 
P. ilicifolia · 
P. ×interamericana (Zwarte balsemhybride) · 
P. ×jackii · 
P. koreana · 
P.  lasiocarpa (Ruwe populier) · 
P. laurifolia (Laurierpopulier) · 
P. maximowiczii (Koreaanse balsempopulier) · 
P. mexicana · 
P. nigra (Zwarte populier) · 
P. nigra var. italica (Italiaanse populier) · 
P. rotundifolia · 
P. sieboldii · 
P. simonii (Chinese balsempopulier) · 
P. suaveolens · 
P. szechuanica · 
P. ×tomentosa ·  
P. tremula (Ratelpopulier) · 
P. tremuloides (Amerikaanse ratelpopulier) · 
P. trichocarpa (Zwarte balsempopulier) · 
P. tristis · 
P. wilsonii (Wilsonpopulier) · 
P. yunnanensis · 
...